# California Live!!!
California Live!!! es el décimo álbum en vivo del músico español Enrique Bunbury, grabado durante varios conciertos en el estado de California, Estados Unidos durante el mes de abril de 2018 por su gira EX-TOUR 17-19. Se lanzó oficialmente el 17 de mayo de 2019 en formato CD, vinilo y digital, y cuenta con 17 canciones.
En primer momento no había planes para grabar el disco pero decidieron que tenían que plasmar esos momentos únicos antes de que se perdieran. Entre los lugares más emblemáticos donde tocaron Bunbury y su banda Los Santos Inocentes fueron, The Masonic de San Francisco, Greek Theater de Los Ángeles y House of Blues de Anaheim.

## Lista de canciones
| N.º     | Título                                | Escritor(es)                                       | Duración |  |
| 1.      | «La ceremonia de la confusión»        | Enrique Bunbury Juan Carlos Espadas-Aragón         | 4:01     |  |
| 2.      | «La actitud correcta»                 | Bunbury                                            | 4:20     |  |
| 3.      | «Cuna de Caín»                        | Bunbury Eduardo Cruz                               | 4:37     |  |
| 4.      | «En abndeja de plata»                 | Bunbury                                            | 5:12     |  |
| 5.      | «Parecemos tontos»                    | Bunbury Espadas-Aragón                             | 5:12     |  |
| 6.      | «El anzuelo»                          | Bunbury                                            | 4:47     |  |
| 7.      | «El rescate»                          | Bunbury                                            | 4:49     |  |
| 8.      | «Tesoro»                              | Bunbury Joaquín Cardiel Juan Valdivia Pedro Andreu | 2:55     |  |
| 9.      | «Despierta»                           | Bunbury                                            | 4:51     |  |
| 10.     | «Hay muy poca gente»                  | Bunbury                                            | 4:41     |  |
| 11.     | «Héroe de leyenda»                    | Bunbury Cardiel Valdivia Andreu                    | 4:10     |  |
| 12.     | «Más alto que nosotros solo el cielo» | Bunbury                                            | 4:26     |  |
| 13.     | «Mar adentro»                         | Bunbury Cardiel Valdivia Andreu                    | 4:16     |  |
| 14.     | «De todo el mundo»                    | Bunbury                                            | 4:42     |  |
| 15.     | «Maldito duende»                      | Bunbury Cardiel Valdivia Andreu                    | 5:21     |  |
| 16.     | «La constante»                        | Bunbury Álvaro Suite                               | 5:02     |  |
| 1:13:22 |                                       |                                                    |          |  |

| Edición vinilo |                  |                                                            |          |  |
| N.º            | Título           | Escritor(es)                                               | Duración |  |
| 17.            | «El mar no cesa» | Enrique Bunbury Joaquín Cardiel Juan Valdivia Pedro Andreu | 4:05     |  |
| 1:17:27        |                  |                                                            |          |  |